# Sapium lateriflorum
Sapium lateriflorum är en törelväxtart som beskrevs av William Botting Hemsley. Sapium lateriflorum ingår i släktet Sapium och familjen törelväxter. Inga underarter finns listade i Catalogue of Life.